# Gallows Pole
Gallows Pole är ett arrangemang av en traditionell folksång – "The Maid Freed from the Gallows" – som omarbetats av Jimmy Page och Robert Plant och framförs av Led Zeppelin på albumet Led Zeppelin III, släppt 1970.
Låten bygger framförallt på en version av Fred Gerlach från hans debutalbum Twelve-String Guitar (1962).
"Gallows Pole" finns också med albumet No Quarter: Jimmy Page and Robert Plant Unledded från 1994.